# Dreaming of You (Selena)
Dreaming of You è un album della cantante Selena, pubblicato postumo il 18 luglio 1995 negli Stati Uniti dall'etichetta discografica EMI Records. L'album doveva essere un album di crossover per Selena.

## Tracce
1. I Could Fall in Love (Keith Thomas)
2. Captive Heart (Mark Goldenberg, Kit Hain)
3. I'm Getting Used To You (Diane Warren)
4. God's Child (Baila Conmigo) (duet with David Byrne)
5. Dreaming of You (Franne Golde, Tom Snow)
6. Missing My Baby (A.B. Quintanilla III)
7. Amor Prohibido (A.B. Quintanilla III, Pete Astudillo)
8. Wherever You Are (Donde Quiera Que Estés) (duet with Barrio Boyzz)
9. Techno Cumbia (Felipe Bermejo)
10. Como La Flor (A.B. Quintanilla III, Pete Astudillo)
11. Tu, Solo Tu (Felipe Valdés Leal)
12. Bidi Bidi Bom Bom (Selena Quintanilla, Pete Astudillo)

## Classifiche
| Anno          | Classifica                 | Posizione max | Fonte |
| ------------- | -------------------------- | ------------- | ----- |
| 5 agosto 1995 | Billboard 200              | 1             | [ 4 ] |
| 5 agosto 1995 | Billboard Latin Albums     | 1             | [ 5 ] |
| 5 agosto 1995 | Billboard Latin Pop Albums | 1             | [ 5 ] |

### Vendite
| Paese       | Vendite o spedizioni |
| ----------- | -------------------- |
| Stati Uniti | 1 750 000            |

## Certificazione
| Paese / Regione | Certificazione                            | Vendite   |
| --------------- | ----------------------------------------- | --------- |
| America Latina  | 59x Platino (tipo certificazione: Latino) | 3 500 000 |
| Stati Uniti     | 3x platino                                | 3 000 000 |
| Canada          | Disco d'oro                               | 50 000    |
| Messico         | Disco di diamante                         | 2 000 000 |

## Premi e nomine
| Cerimonia di premiazione | Anno | Premio                                                  | Risultati       |
| ------------------------ | ---- | ------------------------------------------------------- | --------------- |
| Premio Lo Nuestro Awards | 1995 | Female Pop Artist of the Year                           | Vincitore/trice |
| Tejano Music Awards      | 1995 | Female Vocalist of the Year                             | Vincitore/trice |
| Tejano Music Awards      | 1995 | Female Entertainer of the Year                          | Vincitore/trice |
| Tejano Music Awards      | 1995 | Tejano Crossover Song of the Year                       | Vincitore/trice |
| Tejano Music Awards      | 1996 | Female Entertainer of the Year                          | Vincitore/trice |
| Tejano Music Awards      | 1996 | Female Vocalist of the Year                             | Vincitore/trice |
| Tejano Music Awards      | 1996 | Album of the Year – Overall                             | Vincitore/trice |
| Tejano Music Awards      | 1996 | Song of the Year for "Tu, Solo Tu"                      | Vincitore/trice |
| Tejano Music Awards      | 1996 | Showband of the Year                                    | Vincitore/trice |
| Tejano Music Awards      | 1996 | Tejano Crossover of the Year for "I Could Fall in Love" | Vincitore/trice |

## Pubblicazione
| Paese         | Data              | Formato                      | Etichetta                           |
| ------------- | ----------------- | ---------------------------- | ----------------------------------- |
| Stati Uniti   | 18 luglio 1995    | CD (Standard Edition)        | EMI Records/EMI Latin               |
| Canada        | 18 luglio 1995    | CD (Standard Edition)        | EMI Records/EMI Latin               |
| Paesi Bassi   | 18 luglio 1995    | CD (Standard Edition)        | EMI Records/EMI Latin               |
| Thailandia    | 18 luglio 1995    | CD (Standard Edition)        | EMI Records/EMI Latin               |
| Australia     | 18 luglio 1995    | CD (Standard Edition)        | EMI Records/EMI Latin               |
| Germania      | 18 luglio 1995    | CD (Standard Edition)        | EMI Records/EMI Latin               |
| Francia       | 18 luglio 1995    | CD (Standard Edition)        | EMI Records/EMI Latin               |
| Regno Unito   | 18 luglio 1995    | CD (Standard Edition)        | EMI Records/EMI Latin               |
| Nuova Zelanda | 18 luglio 1995    | CD (Standard Edition)        | EMI Records/EMI Latin               |
| Colombia      | 18 luglio 1995    | CD (Standard Edition)        | EMI Records/EMI Latin               |
| Malaysia      | 18 luglio 1995    | CD (Standard Edition)        | EMI Records/EMI Latin               |
| Taiwan        | 18 luglio 1995    | CD (Standard Edition)        | EMI Records/EMI Latin               |
| Corea         | 18 luglio 1995    | CD (Standard Edition)        | EMI Records/EMI Latin               |
| Ecuador       | 18 luglio 1995    | CD (Standard Edition)        | EMI Records/EMI Latin               |
| Spagna        | 18 luglio 1995    | CD (Standard Edition)        | EMI Records/EMI Latin               |
| Giappone      | 18 luglio 1995    | Bonus Tracks Edition         | EMI Music Japan                     |
| Spagna        | 22 settembre 2002 | 20 Years of Music Collection | EMI Latin Music                     |
| Stati Uniti   | 22 settembre 2002 | 20 Years of Music Collection | EMI Latin Music                     |
| Canada        | 22 settembre 2002 | 20 Years of Music Collection | EMI Latin Music                     |
| Francia       | 22 settembre 2002 | 20 Years of Music Collection | EMI Latin Music                     |
| Germania      | 22 settembre 2002 | 20 Years of Music Collection | EMI Latin Music                     |
| Giappone      | 22 settembre 2002 | 20 Years of Music Collection | EMI Music Japan/Toshiba EMI Limited |